# Tom Scannell
Tom Scannell (Youghal, 3 giugno 1925 – 30 novembre 1993) è stato un calciatore irlandese, di ruolo portiere.

## Biografia
Suo figlio Tony era un attore.

## Carriera

### Club
Tra il 1950 ed il 1955 ha giocato nella terza divisione inglese con il Southend Utd, totalizzando complessivamente 98 presenze; in particolare, tra il 1950 ed il 1953 gioca prevalentemente da titolare (23, 27 e 38 presenze), mentre nelle ultime 2 stagioni fa da secondo portiere (6 e 4 presenze rispettivamente).

### Nazionale
Gioca la sua unica partita in nazionale, il 7 marzo 1954, in una vittoria per 1-0 in trasferta contro il Lussemburgo nelle qualificazioni ai Mondiali.